# Campeonato sub-19 de la AFF 2009
El Campeonato sub-19 de la AFF 2009 se llevó a cabo en Ho Chi Minh City, Vietnam del 4 al 12 de agosto y contó con la participación de 8 selecciones juveniles del Sureste de Asia y Oceanía. La marca de pinturas Kova fue la primera en patrocinar el torneo.
Tailandia venció en la final al campeón defensor Australia para ganar el torneo por primera vez.

## Participantes
- Brunéi, Filipinas, Indonesia y Laos originalmente iban a participar en el torneo, pero abandonaron la idea una semana antes de iniciarlo debido a la Pandemia de gripe A (H1N1) de 2009-2010. Malasia tampoco participó en el torneo.[3]
- Macao había planeado participar en el torneo,[4] pero sus planes de participar no se concretaron.

## Fase de grupos

### Grupo A
| País      | J | G | E | P | GF | GC | GD | Pts |
| --------- | - | - | - | - | -- | -- | -- | --- |
| Tailandia | 3 | 2 | 1 | 0 | 5  | 1  | +4 | 7   |
| Australia | 3 | 1 | 2 | 0 | 5  | 2  | +3 | 5   |
| Singapur  | 3 | 1 | 1 | 1 | 4  | 3  | +1 | 4   |
| Camboya   | 3 | 0 | 0 | 3 | 1  | 9  | -8 | 0   |

| Equipo 1  | Resultado | Equipo 2  |
| --------- | --------- | --------- |
| Camboya   | 0-3       | Tailandia |
| Singapur  | 1-1       | Australia |
| Australia | 1-1       | Tailandia |
| Singapur  | 3-1       | Camboya   |
| Camboya   | 0-3       | Australia |
| Tailandia | 1-0       | Singapur  |

### Grupo B
| País           | J | G | E | P | GF | GC | GD  | Pts |
| -------------- | - | - | - | - | -- | -- | --- | --- |
| Vietnam        | 3 | 3 | 0 | 0 | 8  | 2  | +6  | 9   |
| Malasia        | 3 | 2 | 0 | 1 | 9  | 3  | +6  | 6   |
| Birmania       | 3 | 1 | 0 | 2 | 4  | 5  | -1  | 3   |
| Timor Oriental | 3 | 0 | 0 | 3 | 2  | 13 | -11 | 0   |

| Equipo 1       | Resultado | Equipo 2       |
| -------------- | --------- | -------------- |
| Birmania       | 3-01      | Timor Oriental |
| Malasia        | 0-2       | Vietnam        |
| Timor Oriental | 1-7       | Malasia        |
| Vietnam        | 3-1       | Birmania       |
| Birmania       | 0-2       | Malasia        |
| Vietnam        | 3-1       | Timor Oriental |

1- Victoria acreditada luego de que Timor Oriental no se presentara al partido.

## Fase Final
|  | Semifinales                    | Semifinales                    |   |                                | Final                          | Final |  |
|  |                                |                                |   |                                |                                |       |  |
|  |                                |                                |   |                                |                                |       |  |
|  | Ho Chi Minh City, 10 de agosto |                                |   |                                |                                |       |  |
|  | Australia                      | 4                              |   |                                |                                |       |  |
|  | Vietnam                        | 1                              |   |                                |                                |       |  |
|  |                                |                                |   |                                |                                |       |  |
|  |                                |                                |   |                                | Ho Chi Minh City, 12 de agosto |       |  |
|  |                                |                                |   |                                | Australia                      | 2     |  |
|  |                                | Tailandia (DP 3-5)             | 2 |                                |                                |       |  |
|  |                                |                                |   |                                |                                |       |  |
|  |                                |                                |   |                                |                                |       |  |
|  |                                |                                |   |                                | Tercer lugar                   |       |  |
|  | Ho Chi Minh City, 10 de agosto | Ho Chi Minh City, 10 de agosto |   | Ho Chi Minh City, 12 de agosto | Ho Chi Minh City, 12 de agosto |       |  |
|  | Tailandia                      | 1                              |   | Malasia                        | 0                              |       |  |
|  | Malasia                        | 0                              |   |                                | Vietnam                        | 3     |  |

## Campeón
| Campeonato sub-19 de la AFF 2009 |
| -------------------------------- |
| Bandera de Tailandia             |
| Tailandia 1º Título              |